# یبن
یبن (به آلمانی: Jeeben) یک منطقهٔ مسکونی در آلمان است که در بتسندورف واقع شده‌است. یبن  ۲۶۸ نفر جمعیت دارد.